# جاي بيلاس
جاي بيلاس (بالإنجليزية: Jay Bilas)‏ مواليد 24 ديسمبر 1963، هو لاعب كرة سلة أمريكي معتزل تحول إلى التدريب بعد الاعتزال بدأ مسيرته الاحترافية في سنة 1986. تم اختياره من قبل فريق دالاس مافيريكس خلال الدرافت. يبلغ طوله 6 قدم 8 بوصة (2.0 م). اعتزل اللعب في 1989.

## روابط خارجية
- جاي بيلاس على موقع IMDb (الإنجليزية)
- جاي بيلاس على موقع قاعدة بيانات الفيلم (الإنجليزية)
- جاي بيلاس على موقع سبورتس رفرنس (الإنجليزية)
- جاي بيلاس على موقع كلية كرة السلة في سبورتس رفرنس.كوم (الإنجليزية)
- جاي بيلاس على موقع ريلجم (الإنجليزية)
- جاي بيلاس على موقع بروبوليرز (الإنجليزية)